# Будслав
Будслав (бел. Будслаў) — агрогородок в Мядельском районе Минской области Беларуси на реке Сервач (бел. Сэрвач). Административный центр Будславского сельсовета.

## Этимология
Название (Буда, Буцлав, Будцлав) происходит от славянского прозвища Будслав, что в смысловом значении соответствует «славная Буда».

## История

### Речь Посполитая
Посёлок впервые стал известен с 1504 года, когда великий князь Александр подарил эту местность виленским монахам-бернардинцам.
Согласно преданию, король Стефан Баторий (1533—1586) подарил Будслав королевскому ротмистру Иерониму Оскерко, герба Мурделио.
В 1589 году монахи-бернардинцы соорудили деревянный костёл.
В 1643 году, вместо деревянного, бернардинцы воздвигли каменный костёл. С этого времени «Буда стала славною, или Будславом».
6 октября 1732 года Будслав утверждён местечком привилегией короля Августа III.
В 1783 году — воздвигнут каменный монастырь, при котором находились Будславский костёл бернардинцев и две часовни.

### Российская империя
С 1793 года Будслав вошёл в состав Российской империи Вилейского уезда.
В 1800 году в Будславе было открыто 2-классное приходское училище, старейшее из всех училищ Виленской губернии.
С 1848 года, местечко находилось во владении И. И. Оскерко.
В 1861 году имение Буцлав с фольварком в Вилейском уезде принадлежало помещику Оскерко. В имении насчитывалось 430 крепостных душ мужского пола (в том числе 21 дворовых) и 73 двора, в том числе 34 издельных, 20 огородников и мастеровых, 19 состоящих частично на оброке, частично на барщине. Всего удобной земли в имении было 890 десятин (по 2,07 десятины на душу). С 19 дворов величина денежного оброка составляла по 4 руб. 50 коп. Натуральные повинности со всех дворов были по оценке на 3 рубля 32 копейки. Пригона отбывалось по 156 дней с 34 дворов и по 104 дня с 19 дворов для крепостных душ мужского и женского пола. С огородников отбывалось 52 дня для душ женского пола. Сгона было по 12 дней для рабочих душ мужского и женского пола, в том числе и огородников. Кроме того, с издельных дворов выполнялись следующие повинности: 1) строительные по мере надобности; 2) по 2 дороги в Вильну; 3) вывозка 1 сажени дров; 4) сторожество с зачётом в барщину; 5) ночной караул поочерёдно. С огородников взималась плата за занимаемые ими огороды.
На 1868 год насчитывалось 259 человек населения и 48 дворов.
С 1885 года — центр волости с населением 327 человек и 50 дворами. Также в Будславе существовал костёл, синагога и приходское училище.
Толчком к развитию местечка послужила прокладка в 1907 году железнодорожного сообщения между Полоцком и Молодечно, что вызвало появление соответствующей станции в 2 км от деревни.
В 1908-1910 гг. Ян Оскерко (1871-1934), женатый на Кристине Сульжинской, значительно расширил и перестроил усадебный дом в Будславе.
В 1912 году в Будславском приходском училище было введёно преподавание военного строя и гимнастики с платой за урок — 30 копеек.
В 1912 г. в Будславском 2-классном приходском училище обучалось 82 мальчиков и 31 девочка. На содержание было выделено 1 910 руб. 30 коп.

### Первая мировая война
Во время Свянцянского прорыва 1915 года, местечко захватила немецкая кавалерия.
13 сентября 1915 года немцы были выбиты из местечка 2-й бригадой 3-й Донской казачьей дивизии под руководством генерал-майора Василия Максимовича Каледина.
В 1916 году в местечке располагался штаб 2 русской армии Западного фронта, которая реализовывала основные задачи при проведении Нарочской операции в 1916 году.

### Белорусская Народная Республика
С 1917 по 1919 годы действовала Будславская белорусская гимназия.
10 декабря 1918 г. после ухода немецких войск в местечке была восстановлена советская власть и коммунистическая ячейка.

### Польская Республика
С 1921 года Будслав перешёл в состав Польши и стал центром гмины Вилейского уезда (повета) Виленского воеводства.
Последним владельцем местечка Будслав и ключа Озерце в Дисненском повете был Сигизмунд Оскерко (1901-1964), женатый на Ирине Богданович.
Жители Будслава одними из первых приняли удары немецко-фашистских войск в составе польской армии в годы Второй мировой войны: подхоружий Иосиф Анелчик (10.09.1916, Будслав — 07.06.1945, Преч, Шотландия), капрал Игнатий Галиевский (12.07.1920, Будслав — 22.06.1944, Ляретто, Италия), канонир Иосиф Кравчёнок (03.07.1921, Будслав — 14.10.1942, Кханакин, Ирак).

### В составе БССР
С 1939 года — в составе БССР.
С 1940 года — центр сельсовета Кривичского, а с 1962 года — Мядельского районов.
Во время отступления фашистов в 1944 г., в окрестностях местечка Будслав скопилась вражеская техника. Вылетев в разведку на самолёте "ПЕ-2", старший лейтенант Виктор Павлович Онищенко выявил замаскированные семь легковых автомашин и один бронетранспортёр. В них находились высокие чины гитлеровцев. Лётчик обстрелял из пулемёта врага, выведя из строя технику. Вылет к Будславу вошёл в представление к присвоению Виктору Павловичу Онищенко звания Героя Советского Союза.
В 1976 году произошёл 25-й выпуск Будславской средней школы. За это время аттестаты зрелости получили 829 учеников.

## Население
На 1970 год количество населения составляло 859 человек с 318 дворами.
На 1996 год население — 721 человек с 300 дворами.
2009 год — 561 человек.

## Производственная и социально-культурная сфера
В Будславе находится лесничество, средняя школа, Дом культуры, комбинат бытового обслуживания, отделение связи.

## Культура
- Дом культуры
- Краеведческий музей имени Павлины Мядёлки ГУО "Будславская средняя школа имени Павлины Мядёлки"

## События и мероприятия
- В первые выходные июля проводится "Будслаўскі фэст" — ежегодное торжество в честь почитания иконы Божией Матери Будславской.  Историко-культурная ценность Республики Беларусь, шифр 63Б0000107.

## Достопримечательности
- Костёл Успения Пресвятой Девы Марии, вторая половина XVIII века —  Историко-культурная ценность Республики Беларусь, шифр 611Г000422
  - Чудотворная икона Божией Матери
  - Алтарь (XVII век)
- Комплекс бывшего монастыря бернардинцев: Костёл Успения Пресвятой Девы Марии, декоративная отделка костёла: главный и боковые алтари, росписи, деревянный алтарь часовни св. Варвары, амвон, орган, кованая решетка пресбитерия, флигель, фрагменты каменной ограды, фундаменты монастыря —  Историко-культурная ценность Республики Беларусь, шифр 611Г000422
- Плебания (XIX век)
- Часовня (XIX век)
- Парк, заложенный в 1907 году. Сохранился частично
- Католическая часовня
- Водяная мельница (1930-е гг.)
- Усадебно-парковый комплекс Аскерков (XVIII—XX вв.)

### Памятник, скульптура
- Памятник В. И. Ленину

### Утраченное наследие
- Дворец Аскерков (XVIII век)